# Tephrina delostina
Tephrina delostina är en fjärilsart som beskrevs av Louis Beethoven Prout 1926. Tephrina delostina ingår i släktet Tephrina och familjen mätare. Inga underarter finns listade i Catalogue of Life.